# 柏庄镇
柏庄镇，是中华人民共和国河南省安陽市北关区下辖的一个乡镇级行政单位，紧邻河北省邯郸市习文乡。2017年由安阳县划归北关区。该镇内的柏庄站是北京铁路局管内唯一一个位于河南省境内的车站，也是京局管内最南端的车站（其下行站安阳站隶属郑州铁路局）。

## 行政区划
柏庄镇下辖以下地区：
南王庄村、辛店南街村、辛店北街村、辛店西街村、灵芝村、辛店东街村、马庄村、招贤村、沙高村、前林都村、范庄村、后林都村、大瓦窑村、北花村、卅里铺村、花村店村、大花村、靳小庄村、郝小庄村、东苏度村、齐庄村、路庄村、长青屯村、张小庄村、西苏度村、后万金村、东方红村、青春村、柏庄村、韩庄村、陶家营村、廿里铺村、前万金村、东辛庄村、西辛庄村和高冢村。